# Hýl křivčí
Hýl křivčí (Pinicola enucleator) je středně velký druh pěvce z čeledi pěnkavovitých. Je to jediný druh rodu Pinicola. Vyskytuje se v jehličnatých lesích napříč Aljaškou, západním pohořím Spojených států amerických, Kanady a Sibiře. Živí se semeny, pupeny, bobulemi a hmyzem. Vzhledem k meziročně se měnící nabídce bobulí, zvláště pak jeřabin, se při jejich nedostatku na severu stěhuje na jih.

## Taxonomie
Hýl křivčí je příbuzný hýlům z rodu Pyrrhula.
Rozlišuje se celkem 8 poddruhů:
- Pinicola e. enucleator - Skandinávie až střední Sibiř
- Pinicola e. kamtschatkensis - severovýchodní Sibiř
- Pinicola e. sakhaliensis - Sachalin, Kurilské ostrovy a severní Japonsko
- Pinicola e. flammula - pobřeží jižní Aljašky a západní Kanady
- Pinicola e. carlottae - Haida Gwaii
- Pinicola e. montana - vnitrozemí západní Kanady až po středozápad Spojených států amerických
- Pinicola e. californica - východní Kalifornie
- Pinicola e. leucura - západní vnitrozemí, střední Aljaška až po východní Kanadu a sever Nové Anglie

## Popis
- Délka těla: 25,5 cm
- Rozpětí křídel: 33 cm
- Hmotnost 52–78 g.

Hýl křivčí patří k největším pěnkavovitým ptákům. Dospělí samci jsou zbarveni převážně červeně, samice a mladí ptáci šedavě žlutooranžově. Ve všech šatech má šedočerná křídla s dvojitou bílou křídelní páskou. Má silný zakulacený zobák.

## Rozšíření a výskyt
Hnízdí v severoamerické a euroasijské tajze ve starších jehličnatých lesích s keři plodícími bobule. Mimo hnízdní období se obvykle vyskytuje poblíž hnízdiště, někdy migruje na relativně krátké vzdálenosti do jižnějších lesů. Výjimečně zaletuje také do České republiky.

## Biologie

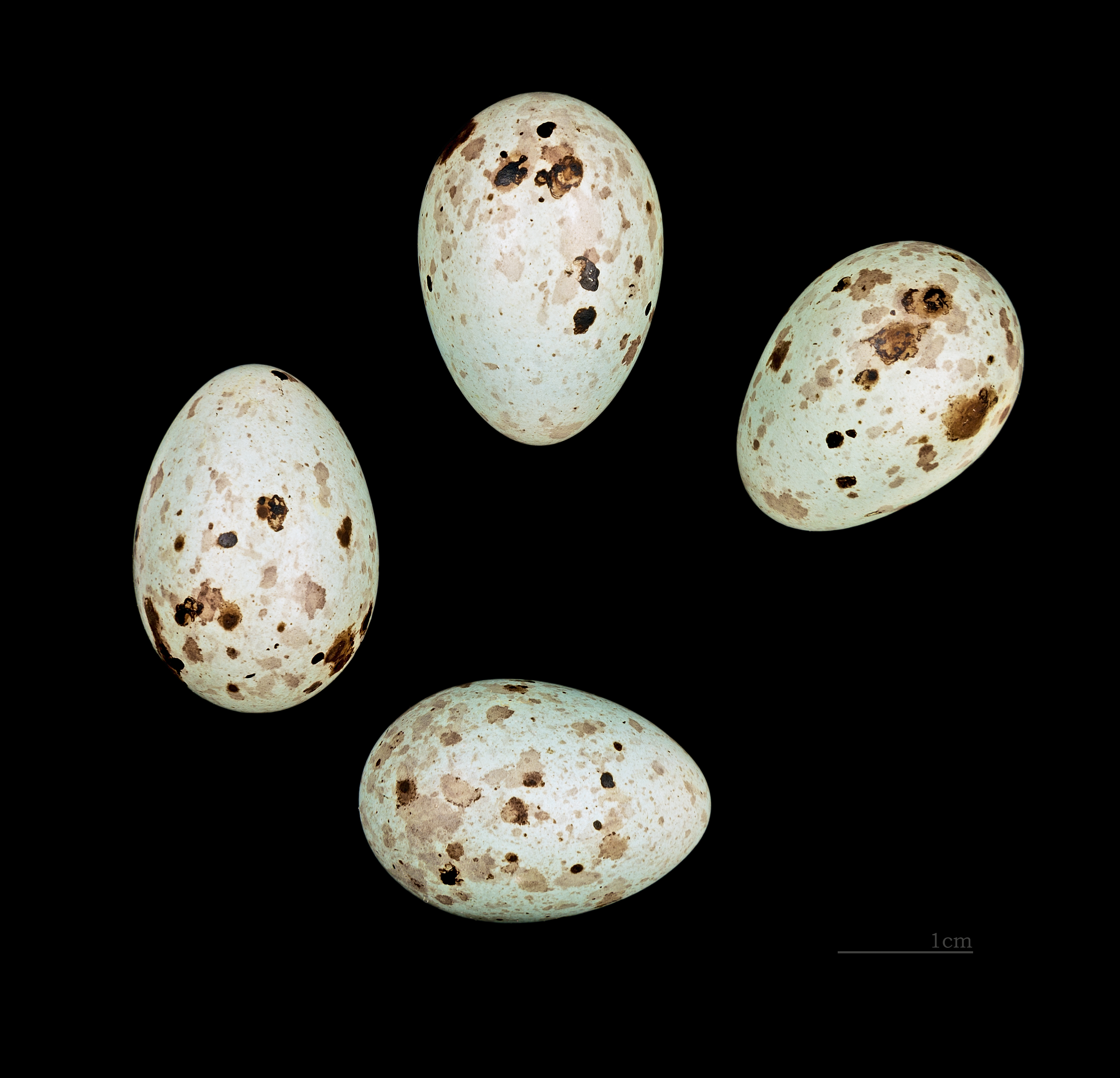
Pinicola enucleator

Hnízdo si staví na vodorovné větvi nebo ve vidlici větví jehličnanu. Tento druh je převážně stálý ve většině oblastech jeho výskytu. Pouze v nejsevernějších oblastech nebo tuhých zimách, kdy je málo potravy, se stěhuje za potravou do jižnějších oblastí. Během hnízdění se u obou pohlaví vyvíjí hrdelní vak, ve kterém nosí mláďatům potravu.